# Адамовка (Черкасская область)
Ада́мовка (укр. Адамівка) — посёлок в Жашковском районе Черкасской области Украины.
Население по переписи 2001 года составляло 55 человек. Почтовый индекс — 19242. Телефонный код — 4747.

## Местный совет
19242, Черкасская обл., Жашковский р-н, с. Шуляки